# Lezama (Bizkaia)
Lezama ist eine Gemeinde in der Provinz Bizkaia in der spanischen Autonomen Region Baskenland, in der 2.459 Einwohner (Stand: 2024) leben, deren Mehrheit baskischsprachig ist.

## Lage
Lezama befindet sich sieben Kilometer ostnordöstlich vom Stadtzentrum der Provinzhauptstadt Bilbao am Río Asúa in einer Höhe von ca. 60 m.

## Bevölkerungsentwicklung
| Jahr      | 1900 | 1950 | 1960 | 1970 | 1981 | 1991 | 2001 | 2011 | 2021 |
| Einwohner | 1060 | 1401 | 1494 | 1612 | 1786 | 2020 | 2141 | 2517 | 2454 |

## Sehenswürdigkeiten
- Marienkirche
- Christuskapelle
- Turm von Lezama (Lezamako dorretxea)

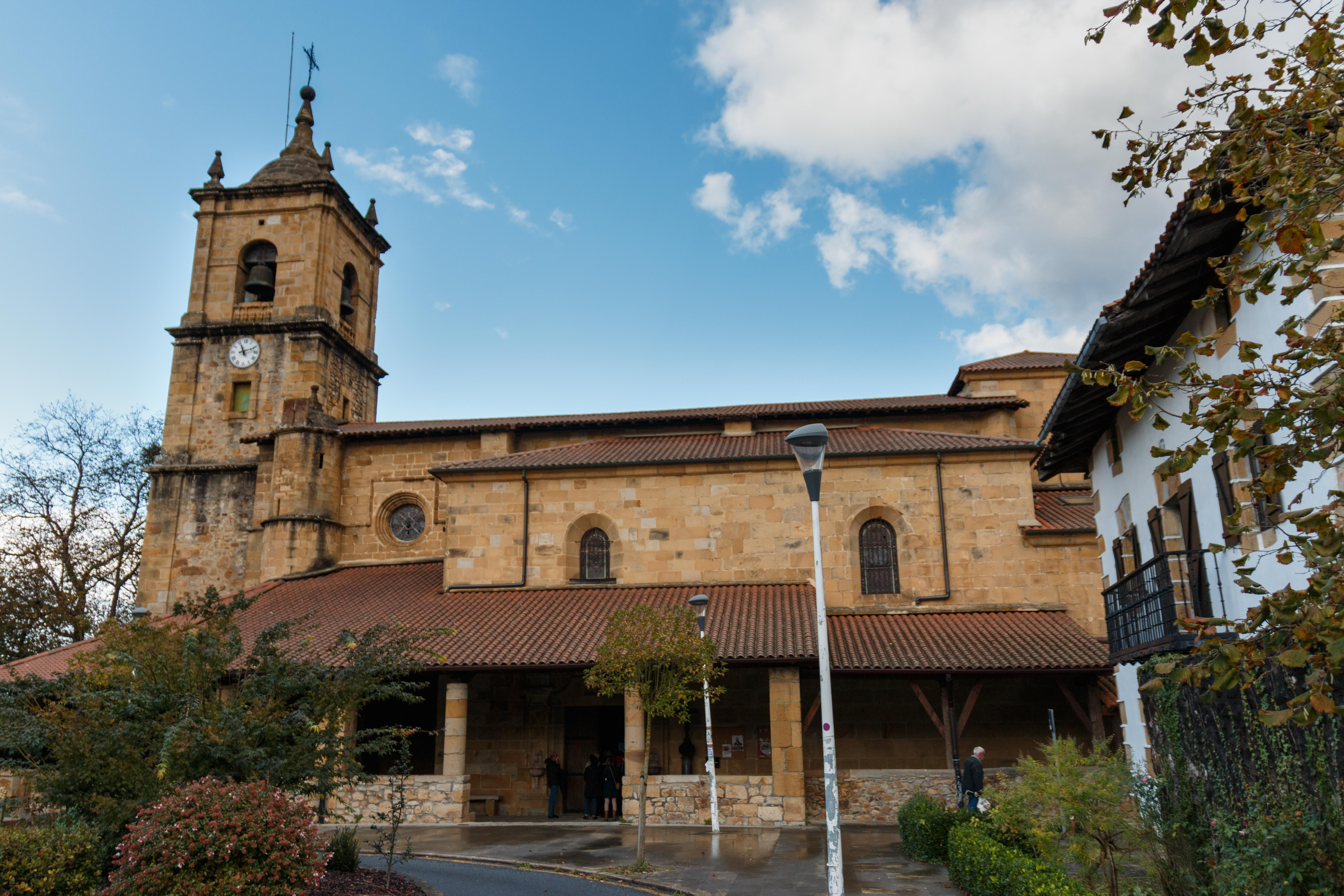
Marienkirche
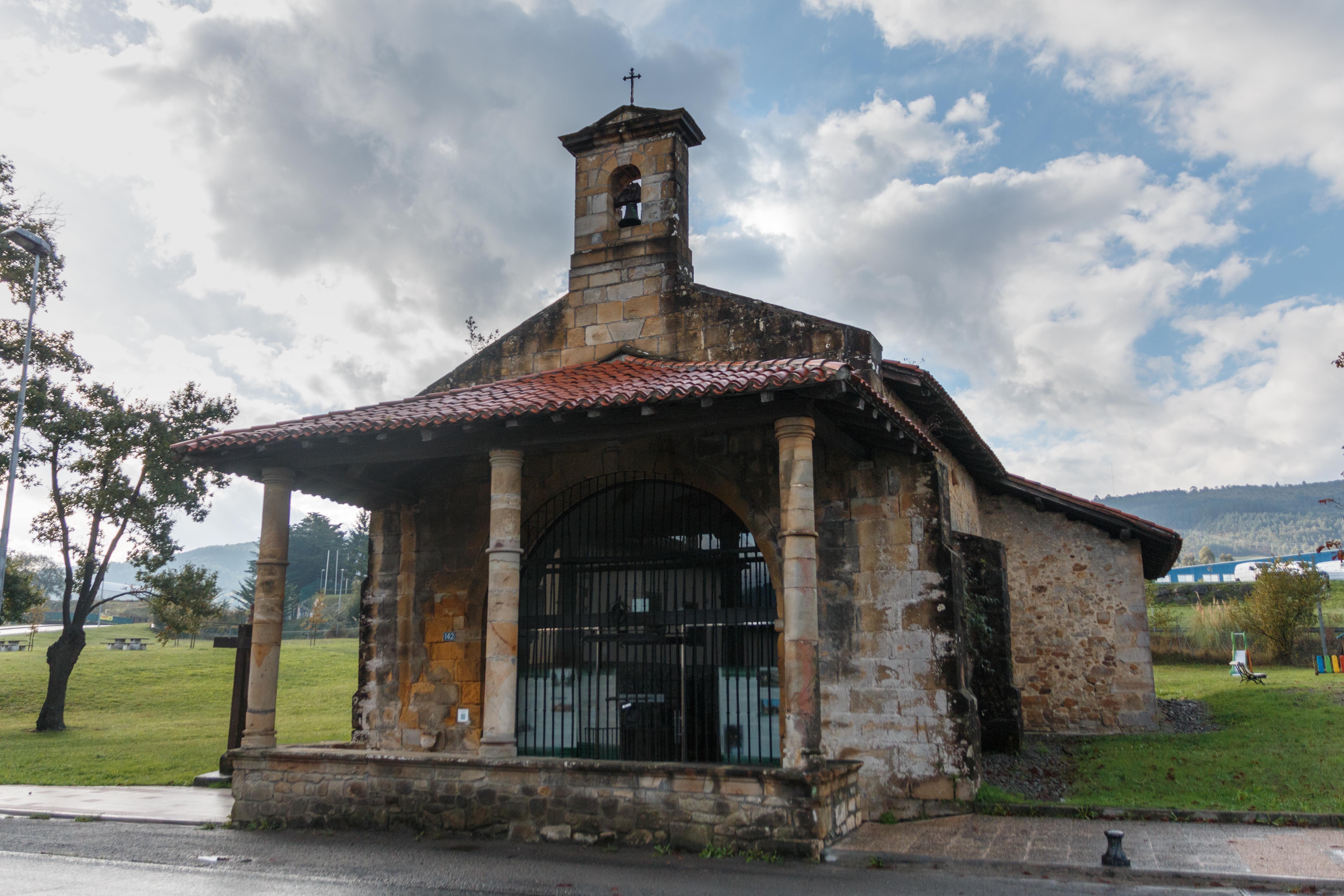
Christuskapelle
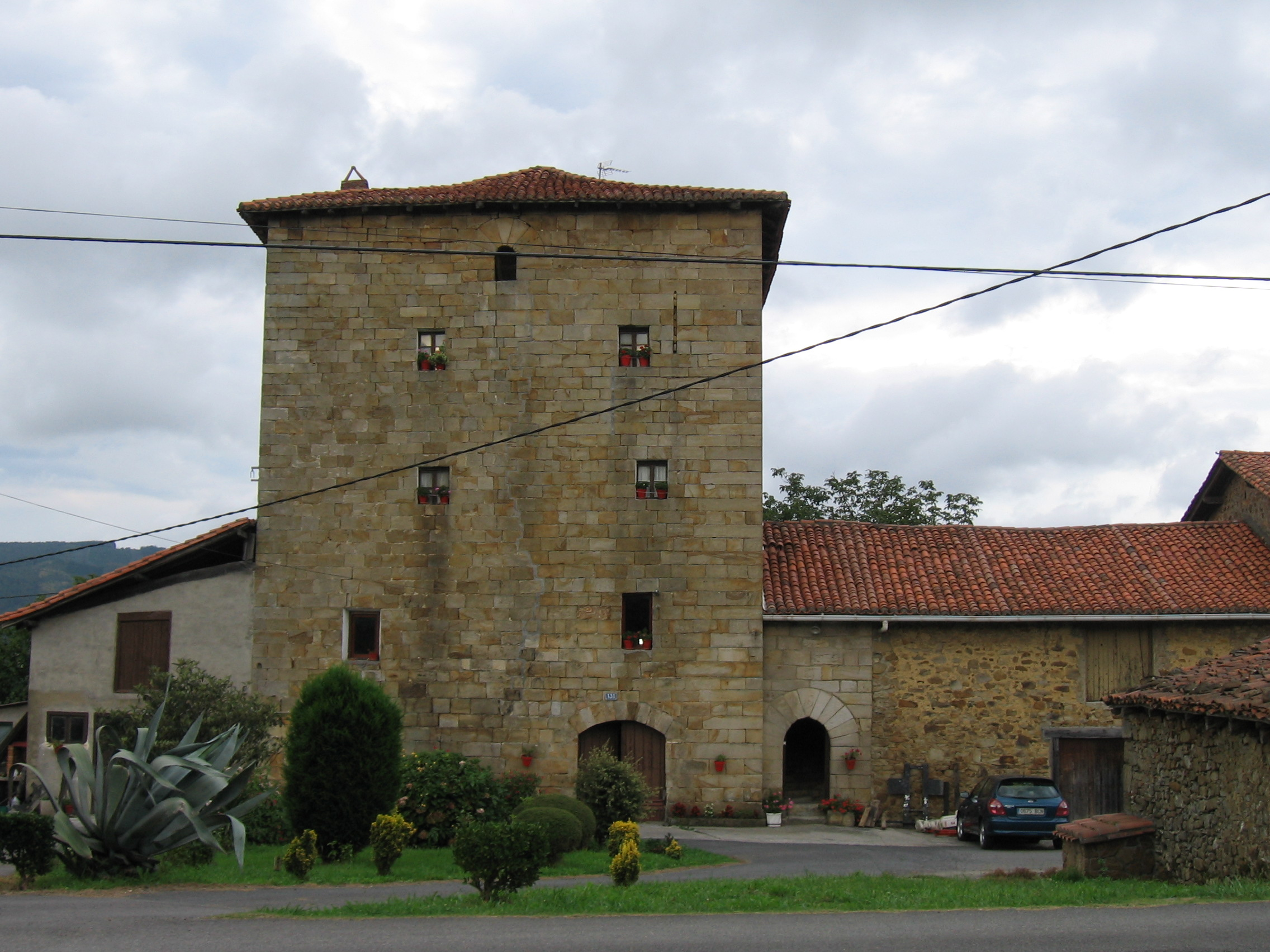
Turm von Lezama
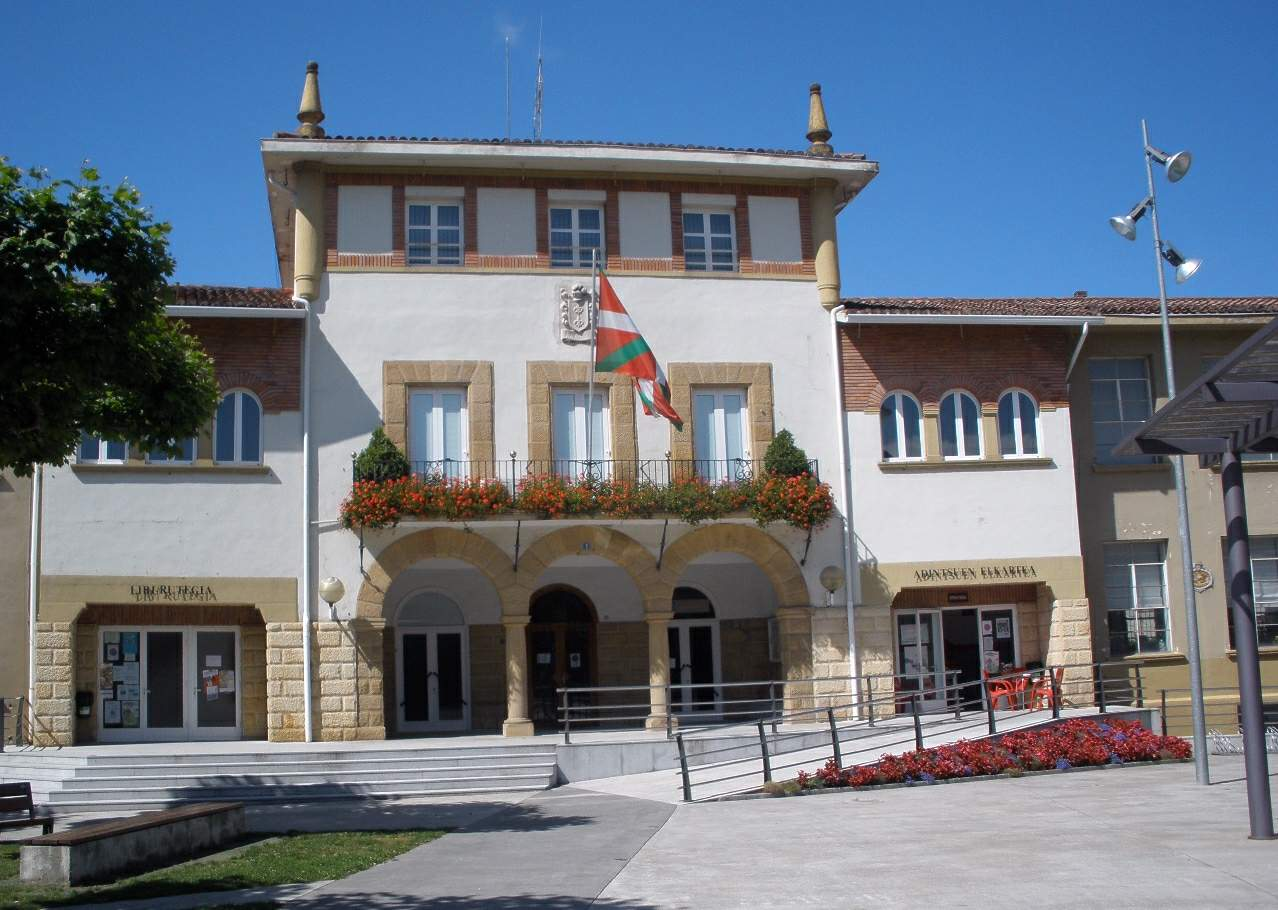
Rathaus Lezama

## Söhne und Töchter der Gemeinde
- Mikel Zarate (1933–1979), Priester und Schriftsteller
- Amaia Olabarrieta (* 1982), Fußballspielerin

## Trivia
In Lezama befindet sich seit 1971 neben dem Trainingscampus die Jugendakademie von Atletic Bilbao.